# Marsilea brachycarpa
Marsilea brachycarpa là một loài dương xỉ trong họ Marsileaceae. Loài này được A.Braun mô tả khoa học đầu tiên năm 1863.
Danh pháp khoa học của loài này chưa được làm sáng tỏ. 